# Pyronia marcia
Pyronia marcia är en fjärilsart som beskrevs av Hans Fruhstorfer 1909. Pyronia marcia ingår i släktet Pyronia och familjen praktfjärilar. Inga underarter finns listade.